# Blue Island
Blue Island je město v okrese Cook County, státě Illinois v USA. Podle sčítání lidu z roku 2010 měl 22 556 obyvatel.
Blue Island byl založen ve 30. letech 19. století jako přestupní stanice pro osadníky cestující po Vincennesově stezce, kde prosperoval díky své poloze na den cesty od Chicaga. Od svého založení byl důležitým obchodním střediskem jižní oblasti Cook County, i když v posledních letech z této pozice ustupuje, jak v jeho okolí dochází k výstavě významněji zalidněných sídel a k širšímu rozprostření obchodních zdrojů regionu. Ve 40. letech 19. století zažil Blue Island rychlý růst, když výstavba přivaděče (dnes kanál Calumet-Saganashkee) k plavebnímu kanálu propojující řeku Illinois s Michiganským jezerem podpořila jeho stávající širokou a stabilní průmyslovou základnu. V 50. letech 19. století se stal centrem rozsáhlého cihlářského průmyslu (jeden čas byl dokonce považován za celosvětové hlavní město cihlářství) a od roku 1883 místem prodeje vozidel železniční společnosti Rock Island Railroad. Do roku 1919, než vešel v platnost 18. dodatek Ústavy USA, byl Blue Island sídlem několika pivovarů, které před příchodem chlazení potravin využívaly východní strany místního kopce ke skladování svých produktů. Ve městě je také velká regionální nemocnice a dvě hlavní kliniky.
I když jej původně osídlili „Yankeové,“ stal se Blue Island cílovou stanicí mnoha amerických imigrantů, počínaje 40. lety 19. století, když příchod velké populace Němců změnil etnickou skladbu a na mnoho let je učinil přední skupinou obyvatel. Vskutku, ještě roku 1850 byla plná polovina obyvatel narozená v zahraničí nebo dětmi v zahraničí narozených rodičů. Další významné etnické skupiny pocházely z Itálie, Polska, Švédska a Mexika.